# NGC 6094
NGC 6094 est une vaste galaxie lenticulaire située dans la constellation de la Petite Ourse. Sa vitesse par rapport au fond diffus cosmologique est de 7 590 ± 53 km/s, ce qui correspond à une distance de Hubble de 112,0 ± 7,9 Mpc (∼365 millions d'al). NGC 6094 a été découverte par l'astronome germano-britannique William Herschel en 1785.
En raison d'une brillance de surface égale à 14,20 mag/am2, on peut qualifier NGC 6094 de galaxie à faible brillance de surface (LSB en anglais pour low surface brightness). Les galaxies LSB sont des galaxies diffuses (D) avec une brillance de surface inférieure de moins d'une magnitude à celle du ciel nocturne ambiant.